# 山河屯林业局
山河屯林业局，又称山河屯重点国有林管理局，是一个位于中华人民共和国黑龙江省哈尔滨市五常市的类似乡级单位，亦是中国龙江森林工业集团（黑龙江省森林工业总局）所属的一个林业局，分属松花江林业管理局。
山河屯林业局开发于1895年，建局于1948年3月，位于五常市东南部，地处长白山脉张广才岭西坡。施业区总面积206409公顷，其中有林地面积197010公顷，森林覆盖率87.83%，人口44839人。

## 行政区划
山河屯林业局下辖以下单位：
新林社区、新安社区、森铁社区、贮木场社区、菜地社区、白石砬经营所、长征经营所、凤凰山经营所、铁山经营所、大河身经营所、胜利经营所、旭日经营所、磨盘山经营所、永胜林场、奋斗林场、曙光林场、七峰山林场。